# Bordspannungssteckdose

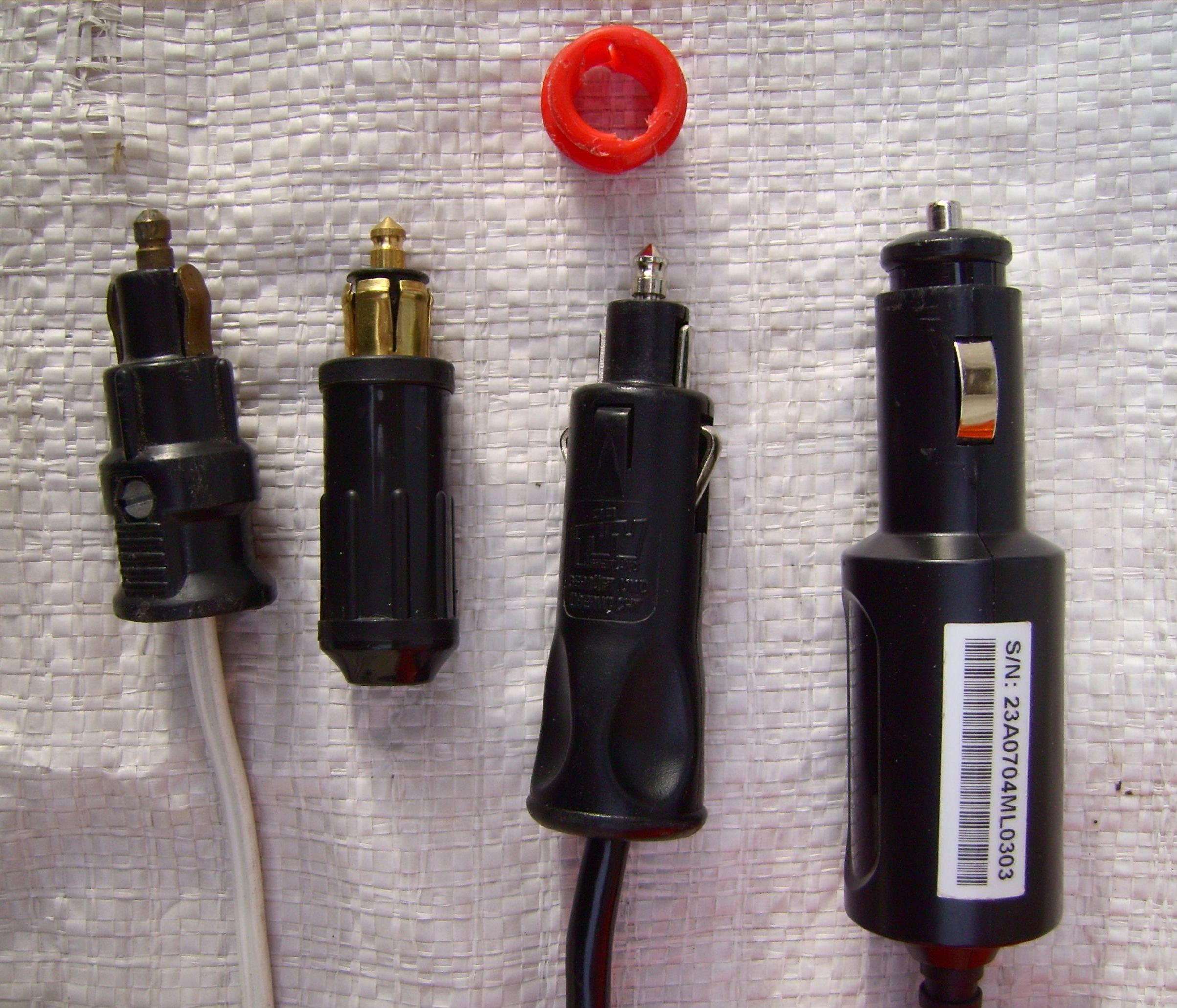
Vier unterschiedliche Stecker für Bordsteckdosen – von links nach rechts: Zwei Stecker für Steckdosen ISO 4165, Kombistecker und Zigarettenanzünder-Stecker (SAE J563)

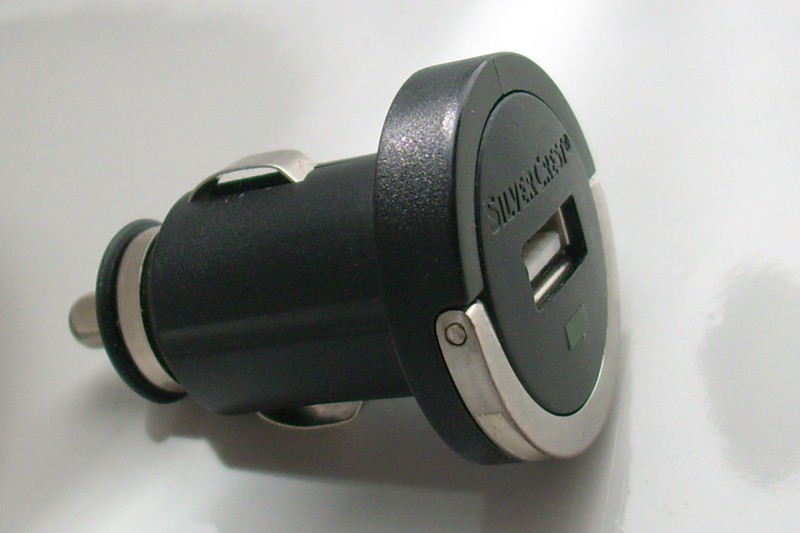
12V-5V-USB-Adapter für die Bordsteckdose

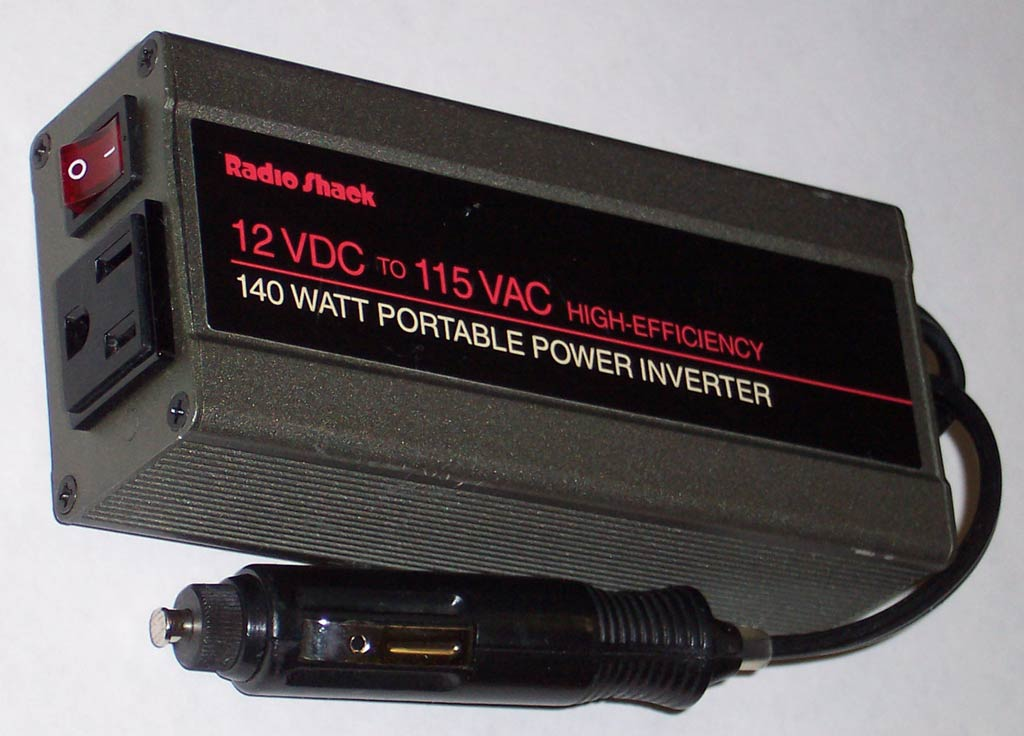
Wechselrichter für den Anschluss an die Bordsteckdose

Eine Bordspannungssteckdose, auch als Automobilsteckdose bezeichnet, ist eine Steckdose zum Anschluss an ein Bordnetz, zum Beispiel im Auto, Motorrad (jeweils 6 oder 12 Volt Gleichspannung) oder LKW (24 Volt). Im Auto wurde sie ursprünglich meist für Zigarettenanzünder genutzt, heute vorwiegend zur Stromversorgung von Kleingeräten wie Ladegeräte für Mobiltelefone, Wechselrichter, Elektroluftpumpen, Ventilatoren und tragbare Kühlschränke. PKW können über zusätzliche Steckdosen für Passagiere auf der Rückbank und für den Kofferraum verfügen.
Je nach Wagen könnte die Stromversorgung direkt zur Autobatterie („Dauerplus“) oder über die Zündung („Zündungsplus“) geschaltet sein. Ersteres ermöglicht Stromversorgung im Auszustand und ohne eingesteckten Zündschlüssel.
Die Spannung wird beim eingeschalteten Motor durch den Betrieb der Lichtmaschine zum Aufladen der Autobatterie leicht angehoben. Dies hat keine Auswirkung auf den Betrieb dafür ausgelegter angeschlossener Geräte.

## Anwendungsmöglichkeiten
Oft befindet sich eine Bordspannungssteckdose in der Nähe des Aschenbechers (siehe Zigarettenanzünder). Es kann eine Vielzahl von elektrischen Geräten angeschlossen werden, entweder direkt oder über Spannungsadapter.
- Beispiele für direkte anzuschließende Geräte: Suchscheinwerfer, Ventilator, Kennleuchte (gelbes Rundumlicht), portabler Kühlschrank, Reifenkompressor
- Beispiele für Geräte, die über einen Spannungsadapter angeschlossen werden: Navigationsgerät, Notebook, MP3-Player, Mobiltelefon. Dazu hat die Verwendung von 12V-5V-USB-Adaptern weite Verbreitung gefunden.
- Beiwagen von frühen Motorrädern, die nur Beleuchtung hatten.

## Fahrzeugausrüstung
Viele Fahrzeuge verfügen über zusätzliche 12-Volt-Steckdosen zum Anschluss beispielsweise von elektrischen Kühlboxen oder Unterhaltungselektronik häufig im Kofferraum oder unter der Rücksitzbank. Bei neueren Fahrzeugmodellen mit gehobener Ausstattung ist diese Ausrüstung inzwischen Standard, andere Fahrzeuge können nachgerüstet werden.

## Maße

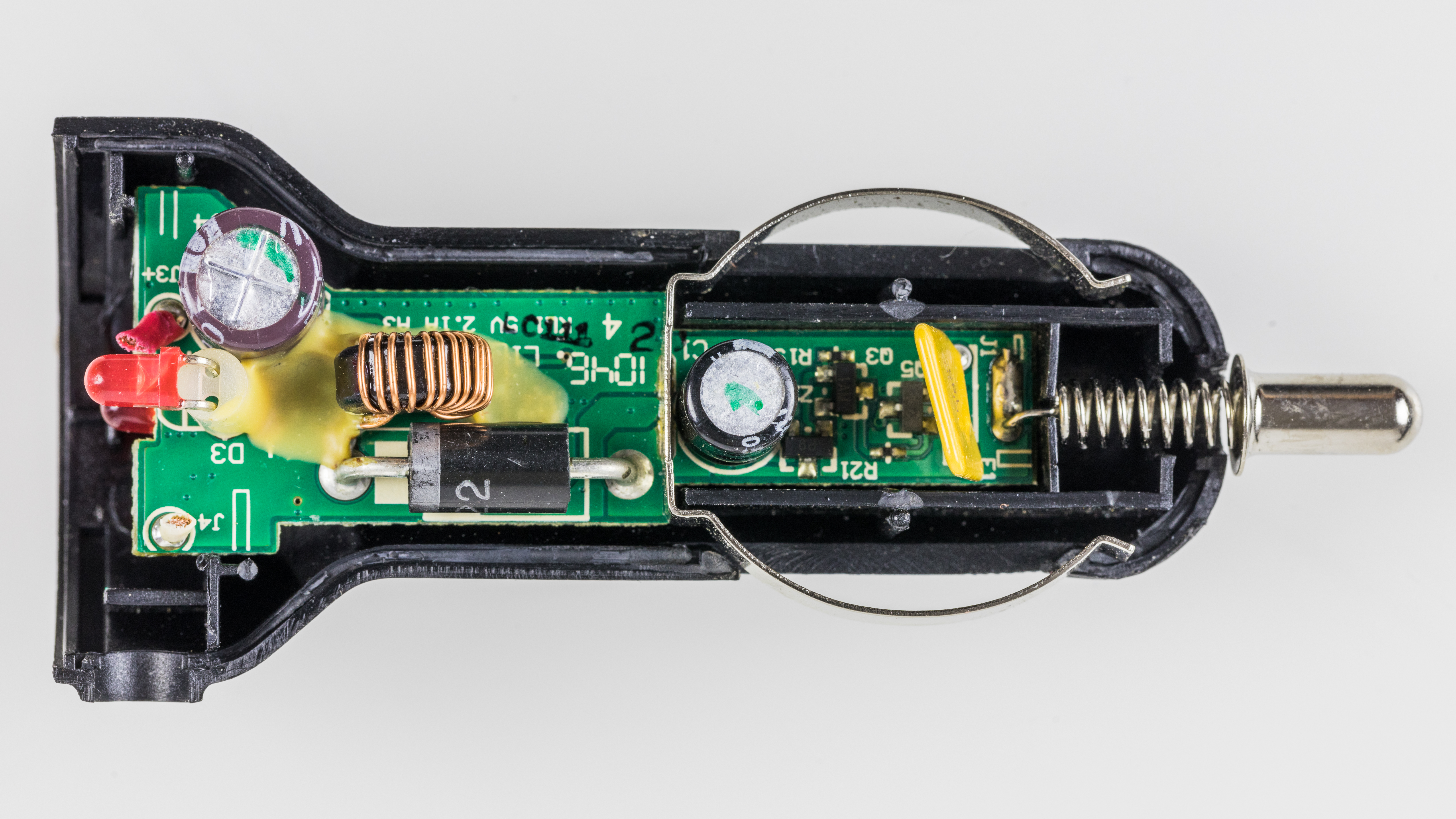
Geöffneter Zigarettenanzünder-Stecker mit Leiterplatte und Kontaktfedern

Die eigentliche Bordspannungs- oder Autosteckdose nach DIN ISO 4165 ist kleiner (12 mm Durchmesser) als der Zigarettenanzünder nach der Norm SAE J563 (etwa 21 mm Durchmesser). Die kleinere Variante bietet meist sichereren Kontakt, weil der Stecker durch eine einrastende Feder am Pluspol arretiert wird, während der Stecker der größeren Variante nur durch die Reibung der seitlichen Kontaktfedern gehalten wird. Manche Stecker sind als Kombistecker ausgeführt, sie verjüngen sich im vorderen Bereich (wobei meistens ein – oft mit Bajonettverschluss befestigter – isolierender Adapter die Führung in der größeren Steckdose sicherstellt und eventuelle Kurzschlüsse vermeidet) und sind in beiden Steckdosenvarianten einsetzbar.
Fast immer ist der innere Kontakt Plus (+) und der äußere die Masse (−).
In den meisten mit einer Spannung von 12 V ausgestatteten PKWs ist die Bordspannungssteckdose durch eine elektrische Sicherung geschützt. Die Steckdosen in PKWs sollten jedoch nicht allzu stark belastet werden, da die zum Anschluss an die Autobatterie verwendeten Leitungsquerschnitte üblicherweise 1 mm² betragen, was für eine maximale Stromstärke von lediglich 13 Ampere zulässig wäre, selbst wenn die Sicherung für höhere Ströme ausgelegt ist. Daher ist der Anschluss eher geeignet für kurzzeitig höhere Ströme, wie beispielsweise einen Zigarettenanzünder oder für elektronische Geräte mit einem geringen Stromverbrauch wie Navigationsgeräte oder Mobiltelefone.
Die genormten Maße gemäß SAE J563 betragen für
| Spannung         | Innendurchmesser der Steckdosen | Durchmesser des Steckers |
| ---------------- | ------------------------------- | ------------------------ |
| 06 Volt          | 21,34–21,46 mm                  | 21,08–21,23 mm           |
| 12 Volt, Größe A | 20,93–21,01 mm                  | 20,73–20,88 mm           |
| 12 Volt, Größe B | 21,41–21,51 mm                  | 21,13–21,33 mm           |

Größe A wird hauptsächlich in amerikanischen Autos, Größe B hauptsächlich in europäischen Wagen verbaut. Der Zubehörhandel bietet Adapter von ISO 4165 auf SAE J563 an.

## Bilder

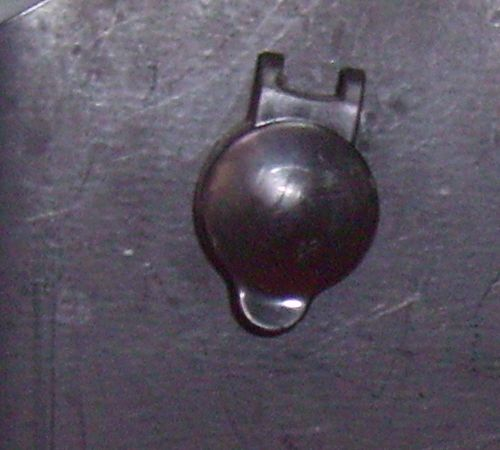
12-Volt-Steckdose (12 mm, ISO 4165) in einem Kofferraum
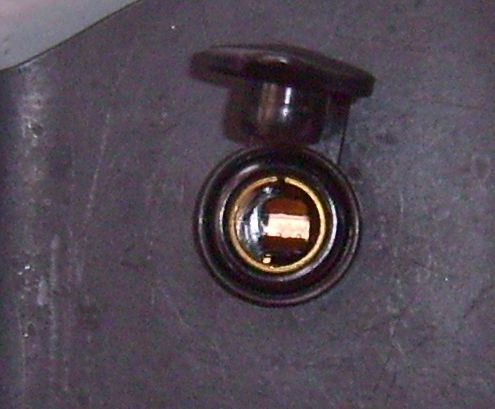
12-Volt-Steckdose, Schutzkappe geöffnet
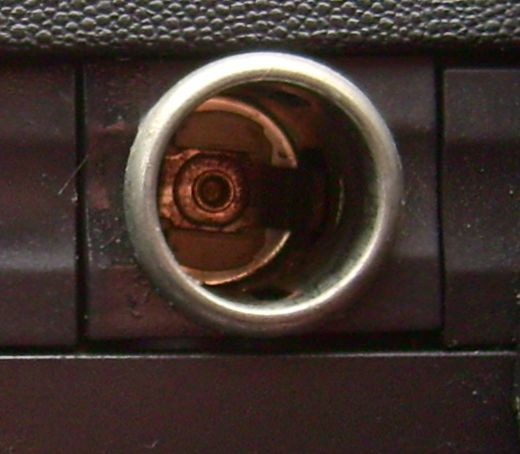
12-Volt-Steckdose, SAE J563 (21 mm) in einem Auto-Armaturenbrett
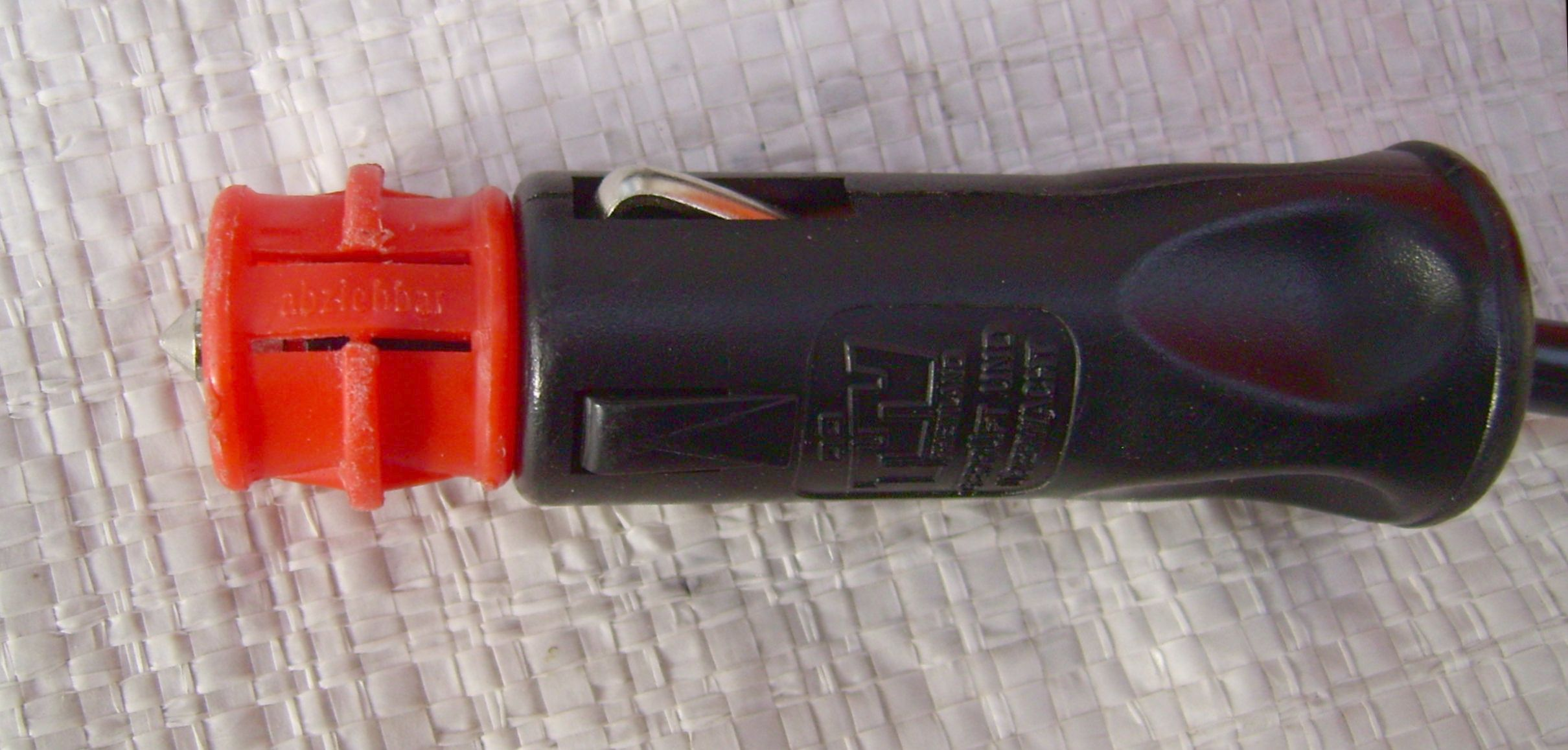
Kombistecker für ISO-4165- und Zigarettenanzünder-Steckdosen mit aufgesetztem Adapterstück für Zigarettenanzünder
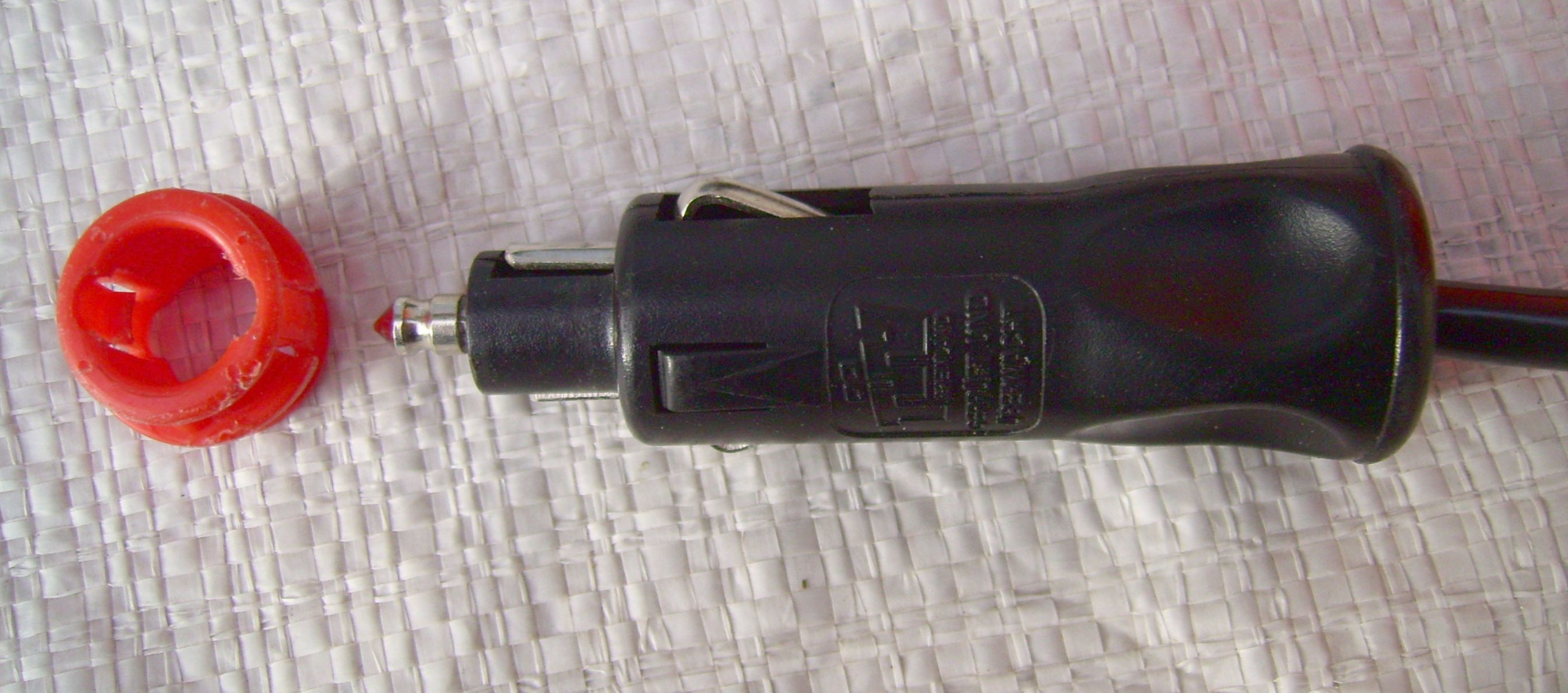
Kombistecker für ISO-4165- und Zigarettenanzünder-Steckdosen, das Adapterstück für Zigarettenanzünder ist abgenommen
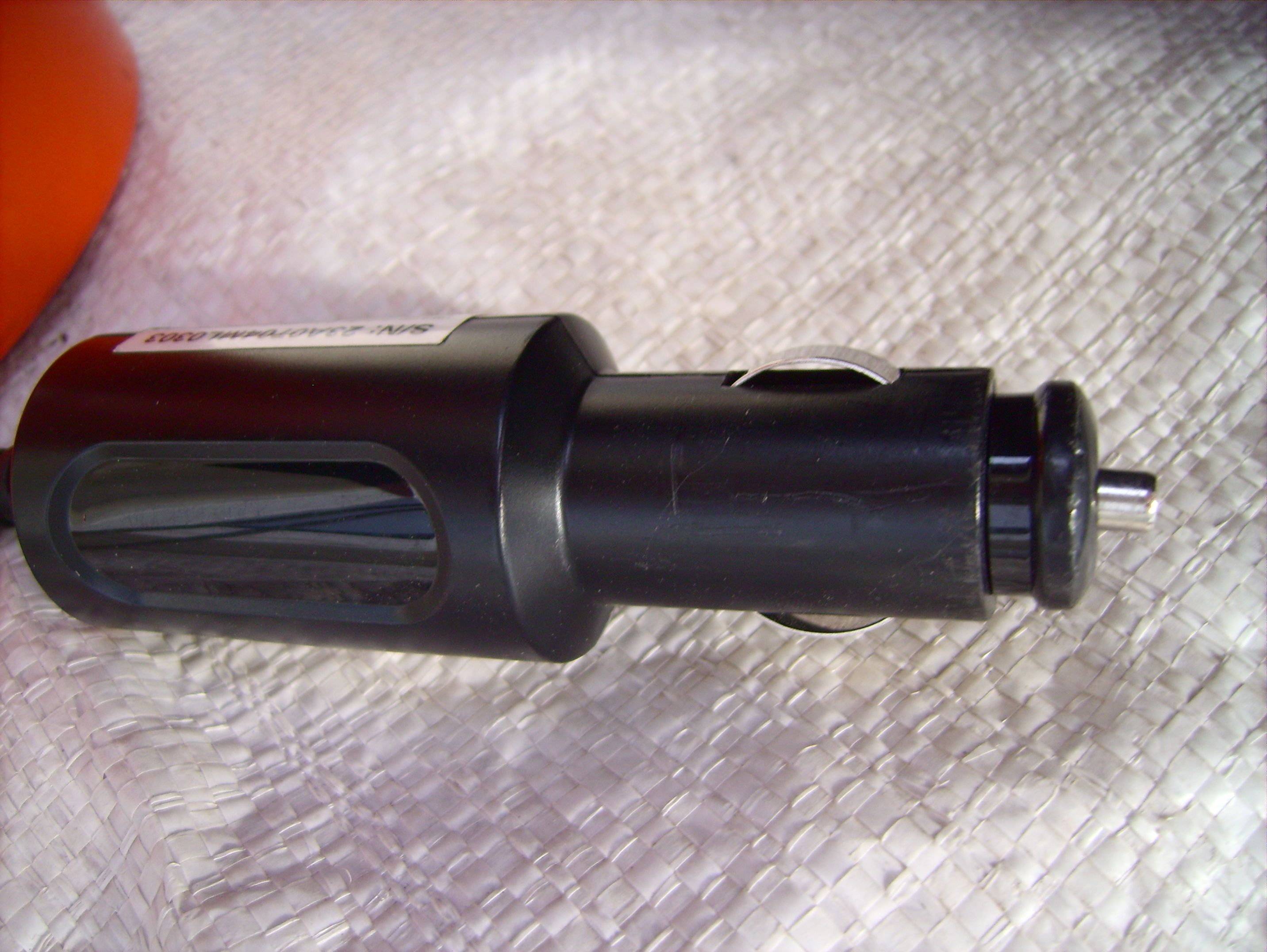
Stecker für Zigarettenanzünder nach Norm SAE J563 (passt nicht für ISO 4165). Im Griff dieses Steckers ist ein Spannungsadapter eingebaut, der die 12 Volt auf eine geringere Spannung reduziert.